# Bob Dylan/Auszeichnungen für Musikverkäufe

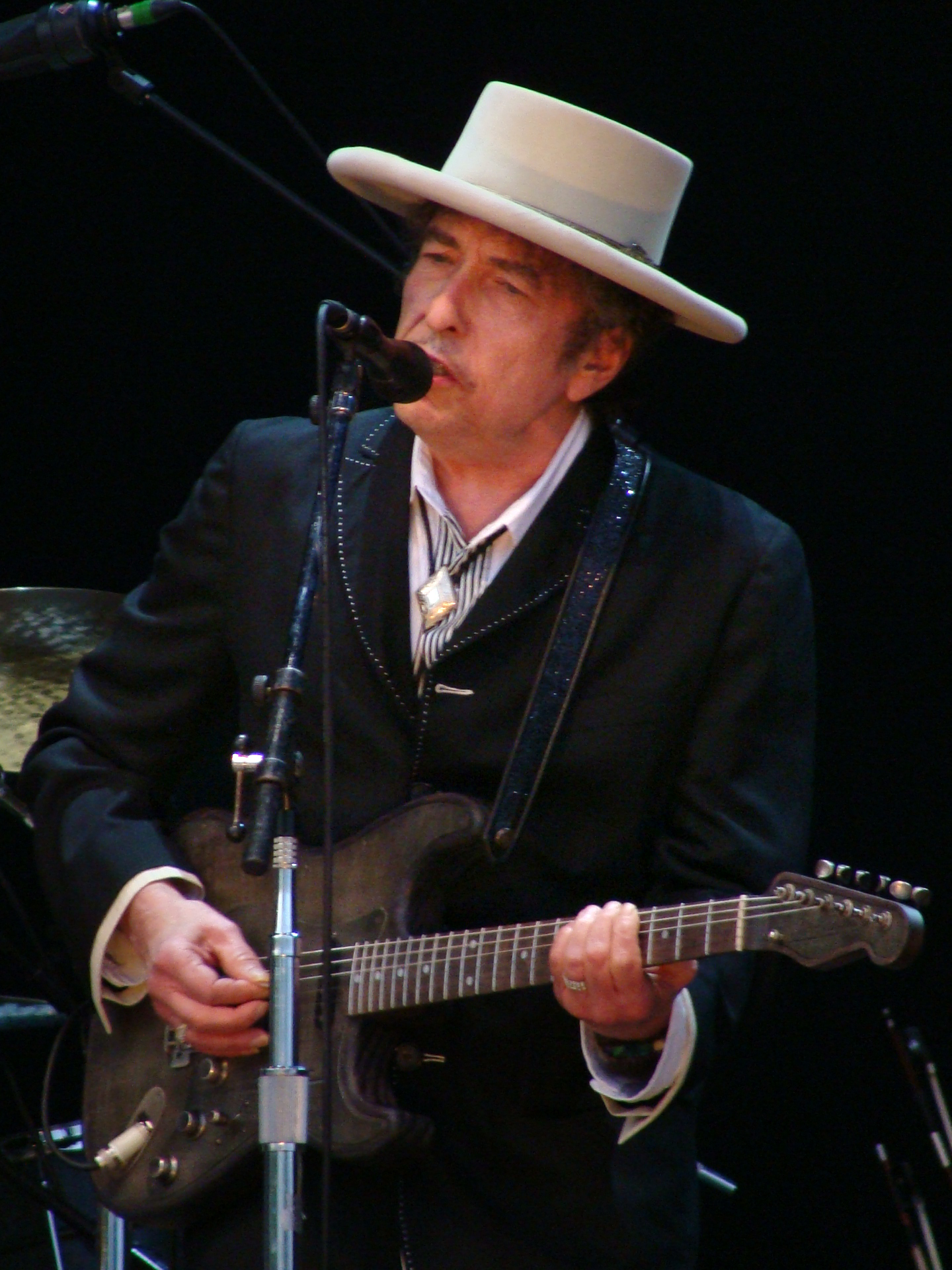
Bob Dylan (2010)

Dies ist eine Übersicht über die Auszeichnungen für Musikverkäufe des US-amerikanischen Musikers Bob Dylan. Die Auszeichnungen finden sich nach ihrer Art (Gold, Platin usw.), nach Staaten getrennt in chronologischer Reihenfolge, geordnet sowie nach den Tonträgern selbst, ebenfalls in chronologischer Reihenfolge, getrennt nach Medium (Alben, Singles usw.), wieder.

## Auszeichnungen
| - Vereinigtes Königreich - 1974: für das Album Planet Waves - 1980: für das Album Saved - 1981: für das Album Shot of Love - 1983: für das Album Infidels - 1990: für das Album Under the Red Sky - 2013: für das Album Biograph - 2013: für das Album Bob Dylan - 2013: für das Album Live at the Royal Albert Hall - 2013: für das Album Christmas in the Heart - 2015: für das Album The Bootleg Series Vol. 8: Tell Tale Signs – Rare and Unreleased 1989–2006 - 2021: für das Album The Bootleg Series Vol. 10 – Another Self Portrait (1969–1971) - 2021: für die Single Hurricane (Part I) - 2021: für die Single Lay Lady Lay - 2023: für die Single Mr. Tambourine Man - 2023: für die Single Don’t Think Twice, It’s All Right - 2025: für das Lied Girl From the North Country - 2025: für das Album New Morning - 2025: für die Single Subterranean Homesick Blues - Australien - 1978: für das Album Street Legal - 1993: für die Autorenbeteiligung Knockin’ on Heaven’s Door (Guns n’ Roses) - 1998: für das Album Time Out Of Mind - 2001: für das Album The Best of Bob Dylan – Volume 2 - 2007: für das Videoalbum Don’t Look Back - 2008: für das Album Dylan - 2014: für das Videoalbum 30th Anniversary Concert Celebration - 2014: für die Single Hurricane (Part I) - Belgien - 2015: für die Autorenbeteiligung Make You Feel My Love (Adele) - Dänemark - 2018: für die Autorenbeteiligung Make You Feel My Love (Adele) - 2024: für die Single Knockin’ on Heaven’s Door - Deutschland - 1979: für das Album Desire - 1989: für das Album Bob Dylan’s Greatest Hits - 1992: für die Autorenbeteiligung Knockin’ on Heaven’s Door (Guns n’ Roses) - 2006: für das Videoalbum No Direction Home - 2016: für das Album Modern Times - Frankreich - 1978: für das Album Street Legal - 1995: für das Album More Bob Dylan Greatest Hits - Irland - 2009: für das Album Together Through Life - Italien - 2014: für die Single Hurricane (Part I) - 2016: für die Single Like a Rolling Stone - 2019: für das Album The Essential - 2019: für die Single Blowin’ in the Wind - Kanada - 1976: für das Album Hard Rain - 1978: für das Album Desire - 1979: für das Album Nashville - 1979: für das Album Highway 61 Revisited - 1979: für das Album Live at Budokan - 1984: für das Album Infidels - 1985: für das Album Empire Burlesque - 1989: für das Album Oh Mercy - 1998: für das Album Time Out Of Mind - Mexiko - 2020: für die Single Like a Rolling Stone - Neuseeland - 1978: für das Album Blood On The Tracks - 1978: für das Album Hard Rain - 1989: für das Album Oh Mercy - 1993: für die Autorenbeteiligung Knockin’ on Heaven’s Door - 2001: für das Album “Love and Theft” - Norwegen - 1997: für das Album Time Out Of Mind - 2004: für das Album The Essential - Österreich - 1990: für das Album The Ultimate Collection - 1990: für das Album Bob Dylan’s Greatest Hits - 2001: für das Album The Best of Bob Dylan - 2007: für das Album Dylan - 2013: für das Album Tempest - Schweden - 1999: für das Album The Best of Bob Dylan - 2002: für das Album “Love and Theft” - 2012: für das Album Tempest - Schweiz - 1989: für das Album Oh Mercy (CBS) - 1990: für das Album Oh Mercy (Sony) - 1990: für das Album Under the Red Sky - 2001: für das Album “Love and Theft” - 2006: für das Album Modern Times - 2011: für das Album Dylan - Spanien - 1981: für das Album Shot of Love - 2024: für die Single Blowin’ in the Wind - 2024: für die Single Hurricane (Part I) - Vereinigte Staaten - 1970: für das Album Self Portrait - 1970: für das Album New Morning - 1973: für das Album Dylan - 1974: für das Album Planet Waves - 1976: für das Album Hard Rain - 1978: für das Album Street Legal - 1984: für das Album Infidels - 1989: für das Album Dylan & The Dead - 1994: für das Album The Times They Are a-Changin’ - 1994: für das Album The 30th Anniversary Concert Celebration - 1997: für das Album The Bootleg Series Vol. 1–3: 1961–1991 - 1997: für das Album Pat Garrett & Billy the Kid - 1999: für das Album Live at Budokan - 1999: für das Album Another Side of Bob Dylan - 2000: für das Album The Basement Tapes - 2000: für das Album MTV Unplugged - 2000: für das Album Greatest Hits Volume 3 - 2001: für das Album “Love and Theft” - 2003: für das Album The Bootleg Series Vol. 5: Bob Dylan Live 1975 – The Rolling Thunder Revue - 2005: für das Videoalbum MTV Unplugged - 2005: für das Album No Direction Home: The Soundtrack – The Bootleg Series Vol. 7 - 2005: für das Album The Bootleg Series Vol. 4: Live 1966 - 2008: für das Videoalbum The Other Side of the Mirror – Live at the Newport - 2011: für die Autorenbeteiligung Make You Feel My Love (Adele) - Vereinigtes Königreich - 1976: für das Album Desire - 1977: für das Album The Basement Tapes - 1977: für das Album Hard Rain - 1979: für das Album Slow Train Coming - 1979: für das Album Live at Budokan - 1989: für das Album Oh Mercy - 1997: für das Album The Best of Bob Dylan - 1998: für das Album Time Out of Mind - 2013: für das Album The Times They Are a-Changin’ - 2013: für das Album Bringing It All Back Home - 2013: für das Album John Wesley Harding - 2013: für das Album Nashville Skyline - 2013: für das Album “Love and Theft” - 2013: für das Album Together Through Life - 2013: für das Album The Ultimate Collection - 2013: für das Album Dylan - 2013: für das Album MTV Unplugged - 2013: für das Videoalbum MTV Unplugged - 2013: für das Videoalbum Don’t Look Back - 2013: für das Videoalbum 1966 World Tour – The Home Movies - 2018: für das Album The Bootleg Series Vol. 1–3: 1961–1991 - 2019: für das Album The Real - 2019: für das Videoalbum The Other Side of the Mirror – Live at the Newport - 2020: für das Album Before the Flood - 2020: für das Album No Direction Home: The Soundtrack – The Bootleg Series Vol. 7 - 2021: für die Autorenbeteiligung Knockin’ on Heaven’s Door (Guns n’ Roses) - 2023: für das Album Rough and Rowdy Ways - 2024: für das Album Tempest - 2024: für die Single Blowin’ in the Wind - 2025: für die Single Times They Are a-Changin’ - 2025: für das Album Another Side of Bob Dylan | - Frankreich - 1995: für das Album Slow Train Coming - 1995: für das Album Desire - 1995: für das Album Bob Dylan’s Greatest Hits - Australien - 1979: für das Album Slow Train Coming - 2008: für das Videoalbum The Other Side Of The Mirror: Live At The Newport Folk Festival - 2014: für das Album Modern Times - Brasilien - 2024: für die Autorenbeteiligung Knockin’ on Heaven’s Door (Guns n’ Roses) - Dänemark - 2007: für das Album Modern Times - 2024: für die Autorenbeteiligung Knockin’ on Heaven’s Door (Guns n’ Roses) - Europa - 2000: für das Album The Best of Bob Dylan - Irland - 2006: für das Album Modern Times - 2007: für das Album Dylan - Italien - 2017: für die Autorenbeteiligung Knockin’ on Heaven’s Door (Guns n’ Roses) - 2019: für die Autorenbeteiligung Make You Feel My Love (Adele) - 2021: für die Single Knockin’ on Heaven’s Door - Kanada - 1976: für das Album Desire - 1978: für das Album Blood On The Tracks - 1978: für das Album Street Legal - 2001: für das Album Best of Bob Dylan - 2007: für das Album Modern Times - Neuseeland - 1978: für das Album Desire - 1978: für das Album Street Legal - 1986: für das Album Empire Burlesque - 1998: für das Album Time Out Of Mind - 2001: für das Album The Best of Bob Dylan – Volume 2 - 2004: für das Videoalbum MTV Unplugged - 2007: für das Album Modern Times - 2018: für das Album The Essential Bob Dylan - 2020: für das Album Dylan - 2021: für die Single Hurricane (Part I) - 2023: für die Single Like a Rolling Stone - Niederlande - 1978: für das Album Bob Dylan’s Greatest Hits - 1978: für das Album Desire - 1992: für die Autorenbeteiligung Knockin’ on Heaven’s Door (Guns n’ Roses) - Norwegen - 1997: für das Album Best Of Bob Dylan - Schweiz - 1994: für das Album Bob Dylan’s Greatest Hits - Spanien - 2024: für die Single Like a Rolling Stone - 2024: für die Single Knockin’ on Heaven’s Door - 2024: für die Autorenbeteiligung Knockin’ on Heaven’s Door (Guns n’ Roses) - Vereinigte Staaten - 1980: für das Album Slow Train Coming - 1986: für das Album Nashville Skyline - 1992: für das Album Biograph - 1997: für das Album Highway 61 Revisited - 1997: für das Album Before the Flood - 1998: für das Album Time Out of Mind - 1999: für das Album The Freewheelin’ Bob Dylan - 2001: für das Album John Wesley Harding - 2001: für das Album Bringing It All Back Home - 2007: für das Album Modern Times - Vereinigtes Königreich - 1979: für das Album Street Legal - 2004: für das Album The Essential Bob Dylan - 2013: für das Album Blonde on Blonde - 2013: für das Album Blood on the Tracks - 2013: für das Album Modern Times - 2013: für das Album More Bob Dylan’s Greatest Hits - 2022: für das Album Highway 61 Revisited - 2022: für das Album The Very Best of Bob Dylan - 2025: für das Album The Freewheelin’ Bob Dylan - 2025: für die Single Like a Rolling Stone - 2025: für die Single Knockin’ on Heaven’s Door | - Australien - 2011: für das Videoalbum MTV Unplugged - Kanada - 1979: für das Album Greatest Hits - 1980: für das Album Slow Train Coming - 2001: für das Album Bob Dylan’s Greatest Hits, Vol. II - 2018: für die Autorenbeteiligung Make You Feel My Love (Adele) - Neuseeland - 1980: für das Album Slow Train Coming - 1997: für das Album The Best of Bob Dylan - 2024: für die Single Knockin’ on Heaven’s Door - Vereinigte Staaten - 1994: für das Album Blood on the Tracks - 1999: für das Album Desire - 2003: für das Album Blonde on Blonde - 2016: für das Album The Essential Bob Dylan - Vereinigtes Königreich - 2013: für das Videoalbum No Direction Home - 2016: für das Album Bob Dylan’s Greatest Hits - 2017: für die Autorenbeteiligung Make You Feel My Love (Adele) - Australien - 1996: für das Album Masterpieces - 2014: für das Album The Essential - Neuseeland - 1992: für das Album Masterpieces - Neuseeland - 1986: für das Album Infidels - Vereinigte Staaten - 1997: für das Album Bob Dylan’s Greatest Hits, Vol. II - 2001: für das Album Bob Dylan’s Greatest Hits |

## Auszeichnungen nach Alben

### Bob Dylan
| Land/Region                  | Auszeichnungen für Musikverkäufe (Land/Region, Auszeichnung, Verkäufe) | Verkäufe |
| ---------------------------- | ---------------------------------------------------------------------- | -------- |
| Vereinigtes Königreich (BPI) | Silber                                                                 | 60.000   |
| Insgesamt                    | 1× Silber ·                                                            | 60.000   |

### The Freewheelin’ Bob Dylan
| Land/Region                  | Auszeichnungen für Musikverkäufe (Land/Region, Auszeichnung, Verkäufe) | Verkäufe  |
| ---------------------------- | ---------------------------------------------------------------------- | --------- |
| Vereinigte Staaten (RIAA)    | Platin                                                                 | 1.000.000 |
| Vereinigtes Königreich (BPI) | Platin                                                                 | 300.000   |
| Insgesamt                    | 2× Platin ·                                                            | 1.300.000 |

### The Times They Are a-Changin’
| Land/Region                  | Auszeichnungen für Musikverkäufe (Land/Region, Auszeichnung, Verkäufe) | Verkäufe |
| ---------------------------- | ---------------------------------------------------------------------- | -------- |
| Vereinigte Staaten (RIAA)    | Gold                                                                   | 500.000  |
| Vereinigtes Königreich (BPI) | Gold                                                                   | 100.000  |
| Insgesamt                    | 2× Gold ·                                                              | 600.000  |

### Another Side of Bob Dylan
| Land/Region                  | Auszeichnungen für Musikverkäufe (Land/Region, Auszeichnung, Verkäufe) | Verkäufe |
| ---------------------------- | ---------------------------------------------------------------------- | -------- |
| Vereinigte Staaten (RIAA)    | Gold                                                                   | 500.000  |
| Vereinigtes Königreich (BPI) | Gold                                                                   | 100.000  |
| Insgesamt                    | 2× Gold ·                                                              | 600.000  |

### Bringing It All Back Home
| Land/Region                  | Auszeichnungen für Musikverkäufe (Land/Region, Auszeichnung, Verkäufe) | Verkäufe  |
| ---------------------------- | ---------------------------------------------------------------------- | --------- |
| Vereinigte Staaten (RIAA)    | Platin                                                                 | 1.000.000 |
| Vereinigtes Königreich (BPI) | Gold                                                                   | 100.000   |
| Insgesamt                    | 1× Gold · 1× Platin ·                                                  | 1.100.000 |

### Highway 61 Revisited
| Land/Region                  | Auszeichnungen für Musikverkäufe (Land/Region, Auszeichnung, Verkäufe) | Verkäufe  |
| ---------------------------- | ---------------------------------------------------------------------- | --------- |
| Kanada (MC)                  | Gold                                                                   | 50.000    |
| Vereinigte Staaten (RIAA)    | Platin                                                                 | 1.000.000 |
| Vereinigtes Königreich (BPI) | Platin                                                                 | 300.000   |
| Insgesamt                    | 1× Gold · 2× Platin ·                                                  | 1.350.000 |

### Blonde on Blonde
| Land/Region                  | Auszeichnungen für Musikverkäufe (Land/Region, Auszeichnung, Verkäufe) | Verkäufe  |
| ---------------------------- | ---------------------------------------------------------------------- | --------- |
| Vereinigte Staaten (RIAA)    | 2× Platin                                                              | 2.000.000 |
| Vereinigtes Königreich (BPI) | Platin                                                                 | 300.000   |
| Insgesamt                    | 3× Platin ·                                                            | 2.300.000 |

### John Wesley Harding
| Land/Region                  | Auszeichnungen für Musikverkäufe (Land/Region, Auszeichnung, Verkäufe) | Verkäufe  |
| ---------------------------- | ---------------------------------------------------------------------- | --------- |
| Vereinigte Staaten (RIAA)    | Platin                                                                 | 1.000.000 |
| Vereinigtes Königreich (BPI) | Gold                                                                   | 100.000   |
| Insgesamt                    | 1× Gold · 1× Platin ·                                                  | 1.100.000 |

### Bob Dylan’s Greatest Hits
| Land/Region                  | Auszeichnungen für Musikverkäufe (Land/Region, Auszeichnung, Verkäufe) | Verkäufe  |
| ---------------------------- | ---------------------------------------------------------------------- | --------- |
| Deutschland (BVMI)           | Gold                                                                   | 250.000   |
| Frankreich (SNEP)            | 2× Gold                                                                | 200.000   |
| Kanada (MC)                  | 2× Platin                                                              | 200.000   |
| Niederlande (NVPI)           | Platin                                                                 | 100.000   |
| Österreich (IFPI)            | Gold                                                                   | 25.000    |
| Schweiz (IFPI)               | Platin                                                                 | 50.000    |
| Vereinigte Staaten (RIAA)    | 5× Platin                                                              | 5.000.000 |
| Vereinigtes Königreich (BPI) | 2× Platin                                                              | 600.000   |
| Insgesamt                    | 4× Gold · 11× Platin ·                                                 | 6.425.000 |

### Nashville Skyline
| Land/Region                  | Auszeichnungen für Musikverkäufe (Land/Region, Auszeichnung, Verkäufe) | Verkäufe  |
| ---------------------------- | ---------------------------------------------------------------------- | --------- |
| Kanada (MC)                  | Gold                                                                   | 50.000    |
| Vereinigte Staaten (RIAA)    | Platin                                                                 | 1.000.000 |
| Vereinigtes Königreich (BPI) | Gold                                                                   | 100.000   |
| Insgesamt                    | 2× Gold · 1× Platin ·                                                  | 1.150.000 |

### Self Portrait
| Land/Region               | Auszeichnungen für Musikverkäufe (Land/Region, Auszeichnung, Verkäufe) | Verkäufe |
| ------------------------- | ---------------------------------------------------------------------- | -------- |
| Vereinigte Staaten (RIAA) | Gold                                                                   | 500.000  |
| Insgesamt                 | 1× Gold ·                                                              | 500.000  |

### New Morning
| Land/Region                  | Auszeichnungen für Musikverkäufe (Land/Region, Auszeichnung, Verkäufe) | Verkäufe |
| ---------------------------- | ---------------------------------------------------------------------- | -------- |
| Vereinigte Staaten (RIAA)    | Gold                                                                   | 500.000  |
| Vereinigtes Königreich (BPI) | Silber                                                                 | 60.000   |
| Insgesamt                    | 1× Silber · 1× Gold ·                                                  | 560.000  |

### More Bob Dylan’s Greatest Hits / Bob Dylan’s Greatest Hits, Vol. II
| Land/Region                  | Auszeichnungen für Musikverkäufe (Land/Region, Auszeichnung, Verkäufe) | Verkäufe  |
| ---------------------------- | ---------------------------------------------------------------------- | --------- |
| Frankreich (SNEP)            | Gold                                                                   | 100.000   |
| Kanada (MC)                  | 2× Platin                                                              | 200.000   |
| Vereinigte Staaten (RIAA)    | 5× Platin                                                              | 5.000.000 |
| Vereinigtes Königreich (BPI) | Platin                                                                 | 300.000   |
| Insgesamt                    | 1× Gold · 8× Platin ·                                                  | 5.600.000 |

### Pat Garrett & Billy the Kid
| Land/Region               | Auszeichnungen für Musikverkäufe (Land/Region, Auszeichnung, Verkäufe) | Verkäufe |
| ------------------------- | ---------------------------------------------------------------------- | -------- |
| Vereinigte Staaten (RIAA) | Gold                                                                   | 500.000  |
| Insgesamt                 | 1× Gold ·                                                              | 500.000  |

### Dylan – A Fool Such as I
| Land/Region               | Auszeichnungen für Musikverkäufe (Land/Region, Auszeichnung, Verkäufe) | Verkäufe |
| ------------------------- | ---------------------------------------------------------------------- | -------- |
| Vereinigte Staaten (RIAA) | Gold                                                                   | 500.000  |
| Insgesamt                 | 1× Gold ·                                                              | 500.000  |

### Planet Waves
| Land/Region                  | Auszeichnungen für Musikverkäufe (Land/Region, Auszeichnung, Verkäufe) | Verkäufe |
| ---------------------------- | ---------------------------------------------------------------------- | -------- |
| Vereinigte Staaten (RIAA)    | Gold                                                                   | 500.000  |
| Vereinigtes Königreich (BPI) | Silber                                                                 | 60.000   |
| Insgesamt                    | 1× Silber · 1× Gold ·                                                  | 560.000  |

### Before the Flood
| Land/Region                  | Auszeichnungen für Musikverkäufe (Land/Region, Auszeichnung, Verkäufe) | Verkäufe  |
| ---------------------------- | ---------------------------------------------------------------------- | --------- |
| Vereinigte Staaten (RIAA)    | Platin                                                                 | 1.000.000 |
| Vereinigtes Königreich (BPI) | Gold                                                                   | 100.000   |
| Insgesamt                    | 1× Gold · 1× Platin ·                                                  | 1.100.000 |

### Blood on the Tracks
| Land/Region                  | Auszeichnungen für Musikverkäufe (Land/Region, Auszeichnung, Verkäufe) | Verkäufe  |
| ---------------------------- | ---------------------------------------------------------------------- | --------- |
| Kanada (MC)                  | Platin                                                                 | 100.000   |
| Neuseeland (RMNZ)            | Gold                                                                   | 10.000    |
| Vereinigte Staaten (RIAA)    | 2× Platin                                                              | 2.000.000 |
| Vereinigtes Königreich (BPI) | Platin                                                                 | 300.000   |
| Insgesamt                    | 1× Gold · 4× Platin ·                                                  | 2.410.000 |

### The Basement Tapes
| Land/Region                  | Auszeichnungen für Musikverkäufe (Land/Region, Auszeichnung, Verkäufe) | Verkäufe |
| ---------------------------- | ---------------------------------------------------------------------- | -------- |
| Vereinigte Staaten (RIAA)    | Gold                                                                   | 500.000  |
| Vereinigtes Königreich (BPI) | Gold                                                                   | 100.000  |
| Insgesamt                    | 2× Gold ·                                                              | 600.000  |

### Desire
| Land/Region                  | Auszeichnungen für Musikverkäufe (Land/Region, Auszeichnung, Verkäufe) | Verkäufe  |
| ---------------------------- | ---------------------------------------------------------------------- | --------- |
| Deutschland (BVMI)           | Gold                                                                   | 250.000   |
| Frankreich (SNEP)            | 2× Gold                                                                | 200.000   |
| Kanada (MC)                  | Platin (1976) · + Gold (1978)                                          | 150.000   |
| Neuseeland (RMNZ)            | Platin                                                                 | 20.000    |
| Niederlande (NVPI)           | Platin                                                                 | 100.000   |
| Vereinigte Staaten (RIAA)    | 2× Platin                                                              | 2.000.000 |
| Vereinigtes Königreich (BPI) | Gold                                                                   | 100.000   |
| Insgesamt                    | 5× Gold · 5× Platin ·                                                  | 2.820.000 |

### Hard Rain
| Land/Region                  | Auszeichnungen für Musikverkäufe (Land/Region, Auszeichnung, Verkäufe) | Verkäufe |
| ---------------------------- | ---------------------------------------------------------------------- | -------- |
| Kanada (MC)                  | Gold                                                                   | 50.000   |
| Neuseeland (RMNZ)            | Gold                                                                   | 10.000   |
| Vereinigte Staaten (RIAA)    | Gold                                                                   | 500.000  |
| Vereinigtes Königreich (BPI) | Gold                                                                   | 100.000  |
| Insgesamt                    | 4× Gold ·                                                              | 660.000  |

### Street Legal
| Land/Region                  | Auszeichnungen für Musikverkäufe (Land/Region, Auszeichnung, Verkäufe) | Verkäufe  |
| ---------------------------- | ---------------------------------------------------------------------- | --------- |
| Australien (ARIA)            | Gold                                                                   | 30.000    |
| Frankreich (SNEP)            | Gold                                                                   | 100.000   |
| Kanada (MC)                  | Platin                                                                 | 100.000   |
| Neuseeland (RMNZ)            | Platin                                                                 | 20.000    |
| Vereinigte Staaten (RIAA)    | Gold                                                                   | 500.000   |
| Vereinigtes Königreich (BPI) | Platin                                                                 | 300.000   |
| Insgesamt                    | 3× Gold · 3× Platin ·                                                  | 1.050.000 |

### Masterpieces
| Land/Region       | Auszeichnungen für Musikverkäufe (Land/Region, Auszeichnung, Verkäufe) | Verkäufe |
| ----------------- | ---------------------------------------------------------------------- | -------- |
| Australien (ARIA) | 3× Platin                                                              | 210.000  |
| Neuseeland (RMNZ) | 4× Platin                                                              | 60.000   |
| Insgesamt         | 7× Platin ·                                                            | 270.000  |

### Slow Train Coming
| Land/Region                  | Auszeichnungen für Musikverkäufe (Land/Region, Auszeichnung, Verkäufe) | Verkäufe  |
| ---------------------------- | ---------------------------------------------------------------------- | --------- |
| Australien (ARIA)            | Platin                                                                 | 70.000    |
| Frankreich (SNEP)            | 2× Gold                                                                | 200.000   |
| Kanada (MC)                  | 2× Platin                                                              | 200.000   |
| Neuseeland (RMNZ)            | 2× Platin                                                              | 40.000    |
| Vereinigte Staaten (RIAA)    | Platin                                                                 | 1.000.000 |
| Vereinigtes Königreich (BPI) | Gold                                                                   | 100.000   |
| Insgesamt                    | 3× Gold · 6× Platin ·                                                  | 1.608.000 |

### At Budokan
| Land/Region                  | Auszeichnungen für Musikverkäufe (Land/Region, Auszeichnung, Verkäufe) | Verkäufe |
| ---------------------------- | ---------------------------------------------------------------------- | -------- |
| Kanada (MC)                  | Gold                                                                   | 50.000   |
| Vereinigte Staaten (RIAA)    | Gold                                                                   | 500.000  |
| Vereinigtes Königreich (BPI) | Gold                                                                   | 100.000  |
| Insgesamt                    | 3× Gold ·                                                              | 650.000  |

### Saved
| Land/Region                  | Auszeichnungen für Musikverkäufe (Land/Region, Auszeichnung, Verkäufe) | Verkäufe |
| ---------------------------- | ---------------------------------------------------------------------- | -------- |
| Vereinigtes Königreich (BPI) | Silber                                                                 | 60.000   |
| Insgesamt                    | 1× Silber ·                                                            | 60.000   |

### Shot of Love
| Land/Region                  | Auszeichnungen für Musikverkäufe (Land/Region, Auszeichnung, Verkäufe) | Verkäufe |
| ---------------------------- | ---------------------------------------------------------------------- | -------- |
| Spanien (Promusicae)         | Gold                                                                   | 50.000   |
| Vereinigtes Königreich (BPI) | Silber                                                                 | 60.000   |
| Insgesamt                    | 1× Silber · 1× Gold ·                                                  | 110.000  |

### Infidels
| Land/Region                  | Auszeichnungen für Musikverkäufe (Land/Region, Auszeichnung, Verkäufe) | Verkäufe |
| ---------------------------- | ---------------------------------------------------------------------- | -------- |
| Kanada (MC)                  | Gold                                                                   | 50.000   |
| Neuseeland (RMNZ)            | 5× Platin                                                              | 100.000  |
| Vereinigte Staaten (RIAA)    | Gold                                                                   | 500.000  |
| Vereinigtes Königreich (BPI) | Silber                                                                 | 60.000   |
| Insgesamt                    | 1× Silber · 2× Gold · 5× Platin ·                                      | 710.000  |

### Empire Burlesque
| Land/Region       | Auszeichnungen für Musikverkäufe (Land/Region, Auszeichnung, Verkäufe) | Verkäufe |
| ----------------- | ---------------------------------------------------------------------- | -------- |
| Kanada (MC)       | Gold                                                                   | 50.000   |
| Neuseeland (RMNZ) | Platin                                                                 | 20.000   |
| Insgesamt         | 1× Gold · 1× Platin ·                                                  | 70.000   |

### Biograph
| Land/Region                  | Auszeichnungen für Musikverkäufe (Land/Region, Auszeichnung, Verkäufe) | Verkäufe  |
| ---------------------------- | ---------------------------------------------------------------------- | --------- |
| Vereinigte Staaten (RIAA)    | Platin                                                                 | 1.000.000 |
| Vereinigtes Königreich (BPI) | Silber                                                                 | 60.000    |
| Insgesamt                    | 1× Silber · 1× Platin ·                                                | 1.060.000 |

### Oh Mercy
| Land/Region                  | Auszeichnungen für Musikverkäufe (Land/Region, Auszeichnung, Verkäufe) | Verkäufe |
| ---------------------------- | ---------------------------------------------------------------------- | -------- |
| Kanada (MC)                  | Gold                                                                   | 50.000   |
| Neuseeland (RMNZ)            | Gold                                                                   | 10.000   |
| Schweiz (IFPI)               | Gold (CBS) · + Gold (Vertigo)                                          | 50.000   |
| Vereinigtes Königreich (BPI) | Gold                                                                   | 100.000  |
| Insgesamt                    | 5× Gold ·                                                              | 210.000  |

### Dylan & The Dead
| Land/Region               | Auszeichnungen für Musikverkäufe (Land/Region, Auszeichnung, Verkäufe) | Verkäufe |
| ------------------------- | ---------------------------------------------------------------------- | -------- |
| Vereinigte Staaten (RIAA) | Gold                                                                   | 500.000  |
| Insgesamt                 | 1× Gold ·                                                              | 500.000  |

### Under the Red Sky
| Land/Region                  | Auszeichnungen für Musikverkäufe (Land/Region, Auszeichnung, Verkäufe) | Verkäufe |
| ---------------------------- | ---------------------------------------------------------------------- | -------- |
| Schweiz (IFPI)               | Gold                                                                   | 25.000   |
| Vereinigtes Königreich (BPI) | Silber                                                                 | 60.000   |
| Insgesamt                    | 1× Silber · 1× Gold ·                                                  | 85.000   |

### The Bootleg Series Vol. 1–3: 1961–1991
| Land/Region                  | Auszeichnungen für Musikverkäufe (Land/Region, Auszeichnung, Verkäufe) | Verkäufe |
| ---------------------------- | ---------------------------------------------------------------------- | -------- |
| Vereinigte Staaten (RIAA)    | Gold                                                                   | 500.000  |
| Vereinigtes Königreich (BPI) | Gold                                                                   | 100.000  |
| Insgesamt                    | 2× Gold ·                                                              | 600.000  |

### The 30th Anniversary Concert Celebration
| Land/Region               | Auszeichnungen für Musikverkäufe (Land/Region, Auszeichnung, Verkäufe) | Verkäufe |
| ------------------------- | ---------------------------------------------------------------------- | -------- |
| Vereinigte Staaten (RIAA) | Gold                                                                   | 500.000  |
| Insgesamt                 | 1× Gold ·                                                              | 500.000  |

### Greatest Hits Volume 3
| Land/Region               | Auszeichnungen für Musikverkäufe (Land/Region, Auszeichnung, Verkäufe) | Verkäufe |
| ------------------------- | ---------------------------------------------------------------------- | -------- |
| Vereinigte Staaten (RIAA) | Gold                                                                   | 500.000  |
| Insgesamt                 | 1× Gold ·                                                              | 500.000  |

### MTV Unplugged
| Land/Region                  | Auszeichnungen für Musikverkäufe (Land/Region, Auszeichnung, Verkäufe) | Verkäufe |
| ---------------------------- | ---------------------------------------------------------------------- | -------- |
| Vereinigte Staaten (RIAA)    | Gold                                                                   | 500.000  |
| Vereinigtes Königreich (BPI) | Gold                                                                   | 100.000  |
| Insgesamt                    | 2× Gold ·                                                              | 600.000  |

### Time Out of Mind
| Land/Region                  | Auszeichnungen für Musikverkäufe (Land/Region, Auszeichnung, Verkäufe) | Verkäufe  |
| ---------------------------- | ---------------------------------------------------------------------- | --------- |
| Australien (ARIA)            | Gold                                                                   | 35.000    |
| Kanada (MC)                  | Gold                                                                   | 50.000    |
| Neuseeland (RMNZ)            | Platin                                                                 | 15.000    |
| Norwegen (IFPI)              | Gold                                                                   | 25.000    |
| Vereinigte Staaten (RIAA)    | Platin                                                                 | 1.000.000 |
| Vereinigtes Königreich (BPI) | Gold                                                                   | 100.000   |
| Insgesamt                    | 4× Gold · 2× Platin ·                                                  | 1.225.000 |

### The Best of Bob Dylan
| Land/Region                  | Auszeichnungen für Musikverkäufe (Land/Region, Auszeichnung, Verkäufe) | Verkäufe  |
| ---------------------------- | ---------------------------------------------------------------------- | --------- |
| Europa (IFPI)                | Platin                                                                 | 1.000.000 |
| Finnland (IFPI)              | —                                                                      | (10.691)  |
| Kanada (MC)                  | Platin                                                                 | 100.000   |
| Neuseeland (RMNZ)            | 2× Platin                                                              | 30.000    |
| Norwegen (IFPI)              | Platin                                                                 | (50.000)  |
| Österreich (IFPI)            | Gold                                                                   | (25.000)  |
| Schweden (IFPI)              | Gold                                                                   | (40.000)  |
| Vereinigtes Königreich (BPI) | Gold                                                                   | (100.000) |
| Insgesamt                    | 3× Gold · 5× Platin ·                                                  | 1.130.000 |

### The Bootleg Series Vol. 4: Live 1966
| Land/Region               | Auszeichnungen für Musikverkäufe (Land/Region, Auszeichnung, Verkäufe) | Verkäufe |
| ------------------------- | ---------------------------------------------------------------------- | -------- |
| Vereinigte Staaten (RIAA) | Gold                                                                   | 500.000  |
| Insgesamt                 | 1× Gold ·                                                              | 500.000  |

### Live at the Royal Albert Hall
| Land/Region                  | Auszeichnungen für Musikverkäufe (Land/Region, Auszeichnung, Verkäufe) | Verkäufe |
| ---------------------------- | ---------------------------------------------------------------------- | -------- |
| Vereinigtes Königreich (BPI) | Silber                                                                 | 60.000   |
| Insgesamt                    | 1× Silber ·                                                            | 60.000   |

### The Best of Bob Dylan – Volume 2
| Land/Region       | Auszeichnungen für Musikverkäufe (Land/Region, Auszeichnung, Verkäufe) | Verkäufe |
| ----------------- | ---------------------------------------------------------------------- | -------- |
| Australien (ARIA) | Gold                                                                   | 35.000   |
| Neuseeland (RMNZ) | Platin                                                                 | 15.000   |
| Insgesamt         | 1× Gold · 1× Platin ·                                                  | 50.000   |

### The Essential Bob Dylan
| Land/Region                  | Auszeichnungen für Musikverkäufe (Land/Region, Auszeichnung, Verkäufe) | Verkäufe  |
| ---------------------------- | ---------------------------------------------------------------------- | --------- |
| Australien (ARIA)            | 3× Platin                                                              | 210.000   |
| Italien (FIMI)               | Gold                                                                   | 25.000    |
| Neuseeland (RMNZ)            | Platin                                                                 | 15.000    |
| Norwegen (IFPI)              | Gold                                                                   | 20.000    |
| Vereinigte Staaten (RIAA)    | 2× Platin                                                              | 2.000.000 |
| Vereinigtes Königreich (BPI) | Platin                                                                 | 300.000   |
| Insgesamt                    | 2× Gold · 7× Platin ·                                                  | 2.570.000 |

### “Love and Theft”
| Land/Region                  | Auszeichnungen für Musikverkäufe (Land/Region, Auszeichnung, Verkäufe) | Verkäufe |
| ---------------------------- | ---------------------------------------------------------------------- | -------- |
| Neuseeland (RMNZ)            | Gold                                                                   | 7.500    |
| Schweden (IFPI)              | Gold                                                                   | 30.000   |
| Schweiz (IFPI)               | Gold                                                                   | 20.000   |
| Vereinigte Staaten (RIAA)    | Gold                                                                   | 500.000  |
| Vereinigtes Königreich (BPI) | Gold                                                                   | 100.000  |
| Insgesamt                    | 5× Gold ·                                                              | 657.500  |

### The Ultimate Collection
| Land/Region                  | Auszeichnungen für Musikverkäufe (Land/Region, Auszeichnung, Verkäufe) | Verkäufe |
| ---------------------------- | ---------------------------------------------------------------------- | -------- |
| Österreich (IFPI)            | Gold                                                                   | 25.000   |
| Vereinigtes Königreich (BPI) | Gold                                                                   | 100.000  |
| Insgesamt                    | 2× Gold ·                                                              | 125.000  |

### The Bootleg Series Vol. 5: Bob Dylan Live 1975 – The Rolling Thunder Revue
| Land/Region               | Auszeichnungen für Musikverkäufe (Land/Region, Auszeichnung, Verkäufe) | Verkäufe |
| ------------------------- | ---------------------------------------------------------------------- | -------- |
| Vereinigte Staaten (RIAA) | Gold                                                                   | 500.000  |
| Insgesamt                 | 1× Gold ·                                                              | 500.000  |

### No Direction Home: The Soundtrack – The Bootleg Series Vol. 7
| Land/Region                  | Auszeichnungen für Musikverkäufe (Land/Region, Auszeichnung, Verkäufe) | Verkäufe |
| ---------------------------- | ---------------------------------------------------------------------- | -------- |
| Vereinigte Staaten (RIAA)    | Gold                                                                   | 500.000  |
| Vereinigtes Königreich (BPI) | Gold                                                                   | 100.000  |
| Insgesamt                    | 2× Gold ·                                                              | 600.000  |

### Modern Times
| Land/Region                  | Auszeichnungen für Musikverkäufe (Land/Region, Auszeichnung, Verkäufe) | Verkäufe  |
| ---------------------------- | ---------------------------------------------------------------------- | --------- |
| Australien (ARIA)            | Platin                                                                 | 70.000    |
| Dänemark (IFPI)              | Platin                                                                 | 30.000    |
| Deutschland (BVMI)           | Gold                                                                   | 100.000   |
| Irland (IRMA)                | Platin                                                                 | 15.000    |
| Kanada (MC)                  | Platin                                                                 | 100.000   |
| Neuseeland (RMNZ)            | Platin                                                                 | 15.000    |
| Schweiz (IFPI)               | Gold                                                                   | 15.000    |
| Vereinigte Staaten (RIAA)    | Platin                                                                 | 1.000.000 |
| Vereinigtes Königreich (BPI) | Platin                                                                 | 300.000   |
| Insgesamt                    | 2× Gold · 7× Platin ·                                                  | 1.645.000 |

### Dylan
| Land/Region                  | Auszeichnungen für Musikverkäufe (Land/Region, Auszeichnung, Verkäufe) | Verkäufe |
| ---------------------------- | ---------------------------------------------------------------------- | -------- |
| Australien (ARIA)            | Gold                                                                   | 35.000   |
| Irland (IRMA)                | Platin                                                                 | 15.000   |
| Neuseeland (RMNZ)            | Platin                                                                 | 15.000   |
| Österreich (IFPI)            | Gold                                                                   | 10.000   |
| Schweiz (IFPI)               | Gold                                                                   | 15.000   |
| Vereinigtes Königreich (BPI) | Gold                                                                   | 100.000  |
| Insgesamt                    | 4× Gold · 2× Platin ·                                                  | 190.000  |

### The Bootleg Series Vol. 8: Tell Tale Signs – Rare and Unreleased 1989–2006
| Land/Region                  | Auszeichnungen für Musikverkäufe (Land/Region, Auszeichnung, Verkäufe) | Verkäufe |
| ---------------------------- | ---------------------------------------------------------------------- | -------- |
| Vereinigtes Königreich (BPI) | Silber                                                                 | 60.000   |
| Insgesamt                    | 1× Silber ·                                                            | 60.000   |

### Together Through Life
| Land/Region                  | Auszeichnungen für Musikverkäufe (Land/Region, Auszeichnung, Verkäufe) | Verkäufe |
| ---------------------------- | ---------------------------------------------------------------------- | -------- |
| Irland (IRMA)                | Gold                                                                   | 7.500    |
| Vereinigtes Königreich (BPI) | Gold                                                                   | 100.000  |
| Insgesamt                    | 2× Gold ·                                                              | 107.500  |

### Christmas in the Heart
| Land/Region                  | Auszeichnungen für Musikverkäufe (Land/Region, Auszeichnung, Verkäufe) | Verkäufe |
| ---------------------------- | ---------------------------------------------------------------------- | -------- |
| Vereinigtes Königreich (BPI) | Silber                                                                 | 60.000   |
| Insgesamt                    | 1× Silber ·                                                            | 60.000   |

### Tempest
| Land/Region                  | Auszeichnungen für Musikverkäufe (Land/Region, Auszeichnung, Verkäufe) | Verkäufe |
| ---------------------------- | ---------------------------------------------------------------------- | -------- |
| Österreich (IFPI)            | Gold                                                                   | 7.500    |
| Schweden (IFPI)              | Gold                                                                   | 20.000   |
| Vereinigtes Königreich (BPI) | Gold                                                                   | 100.000  |
| Insgesamt                    | 3× Gold ·                                                              | 127.500  |

### The Real
| Land/Region                  | Auszeichnungen für Musikverkäufe (Land/Region, Auszeichnung, Verkäufe) | Verkäufe |
| ---------------------------- | ---------------------------------------------------------------------- | -------- |
| Vereinigtes Königreich (BPI) | Gold                                                                   | 100.000  |
| Insgesamt                    | 1× Gold ·                                                              | 100.000  |

### The Bootleg Series Vol. 10 – Another Self Portrait (1969–1971)
| Land/Region                  | Auszeichnungen für Musikverkäufe (Land/Region, Auszeichnung, Verkäufe) | Verkäufe |
| ---------------------------- | ---------------------------------------------------------------------- | -------- |
| Vereinigtes Königreich (BPI) | Silber                                                                 | 60.000   |
| Insgesamt                    | 1× Silber ·                                                            | 60.000   |

### The Very Best of Bob Dylan
| Land/Region                  | Auszeichnungen für Musikverkäufe (Land/Region, Auszeichnung, Verkäufe) | Verkäufe |
| ---------------------------- | ---------------------------------------------------------------------- | -------- |
| Vereinigtes Königreich (BPI) | Platin                                                                 | 300.000  |
| Insgesamt                    | 1× Platin ·                                                            | 300.000  |

### Rough and Rowdy Ways
| Land/Region                  | Auszeichnungen für Musikverkäufe (Land/Region, Auszeichnung, Verkäufe) | Verkäufe |
| ---------------------------- | ---------------------------------------------------------------------- | -------- |
| Vereinigtes Königreich (BPI) | Gold                                                                   | 100.000  |
| Insgesamt                    | 1× Gold ·                                                              | 100.000  |

## Auszeichnungen nach Singles

### Blowin’ in the Wind
| Land/Region                  | Auszeichnungen für Musikverkäufe (Land/Region, Auszeichnung, Verkäufe) | Verkäufe |
| ---------------------------- | ---------------------------------------------------------------------- | -------- |
| Italien (FIMI)               | Gold                                                                   | 25.000   |
| Spanien (Promusicae)         | Gold                                                                   | 30.000   |
| Vereinigtes Königreich (BPI) | Gold                                                                   | 400.000  |
| Insgesamt                    | 3× Gold ·                                                              | 455.000  |

### The Times They Are a-Changin’
| Land/Region                  | Auszeichnungen für Musikverkäufe (Land/Region, Auszeichnung, Verkäufe) | Verkäufe |
| ---------------------------- | ---------------------------------------------------------------------- | -------- |
| Vereinigtes Königreich (BPI) | Gold                                                                   | 400.000  |
| Insgesamt                    | 1× Gold ·                                                              | 400.000  |

### Subterranean Homesick Blues
| Land/Region                  | Auszeichnungen für Musikverkäufe (Land/Region, Auszeichnung, Verkäufe) | Verkäufe |
| ---------------------------- | ---------------------------------------------------------------------- | -------- |
| Vereinigtes Königreich (BPI) | Silber                                                                 | 200.000  |
| Insgesamt                    | 1× Silber ·                                                            | 200.000  |

### Like a Rolling Stone
| Land/Region                  | Auszeichnungen für Musikverkäufe (Land/Region, Auszeichnung, Verkäufe) | Verkäufe |
| ---------------------------- | ---------------------------------------------------------------------- | -------- |
| Italien (FIMI)               | Gold                                                                   | 25.000   |
| Mexiko (AMPROFON)            | Gold                                                                   | 30.000   |
| Neuseeland (RMNZ)            | Platin                                                                 | 30.000   |
| Spanien (Promusicae)         | Platin                                                                 | 60.000   |
| Vereinigtes Königreich (BPI) | Platin                                                                 | 600.000  |
| Insgesamt                    | 2× Gold · 3× Platin ·                                                  | 745.000  |

### Don’t Think Twice, It’s All Right
| Land/Region                  | Auszeichnungen für Musikverkäufe (Land/Region, Auszeichnung, Verkäufe) | Verkäufe |
| ---------------------------- | ---------------------------------------------------------------------- | -------- |
| Vereinigtes Königreich (BPI) | Silber                                                                 | 200.000  |
| Insgesamt                    | 1× Silber ·                                                            | 200.000  |

### Mr. Tambourine Man
| Land/Region                  | Auszeichnungen für Musikverkäufe (Land/Region, Auszeichnung, Verkäufe) | Verkäufe |
| ---------------------------- | ---------------------------------------------------------------------- | -------- |
| Vereinigtes Königreich (BPI) | Silber                                                                 | 200.000  |
| Insgesamt                    | 1× Silber ·                                                            | 200.000  |

### Lay Lady Lay
| Land/Region                  | Auszeichnungen für Musikverkäufe (Land/Region, Auszeichnung, Verkäufe) | Verkäufe |
| ---------------------------- | ---------------------------------------------------------------------- | -------- |
| Vereinigtes Königreich (BPI) | Silber                                                                 | 200.000  |
| Insgesamt                    | 1× Silber ·                                                            | 200.000  |

### Knockin’ on Heaven’s Door
| Land/Region                  | Auszeichnungen für Musikverkäufe (Land/Region, Auszeichnung, Verkäufe) | Verkäufe |
| ---------------------------- | ---------------------------------------------------------------------- | -------- |
| Dänemark (IFPI)              | Gold                                                                   | 45.000   |
| Italien (FIMI)               | Platin                                                                 | 70.000   |
| Neuseeland (RMNZ)            | 2× Platin                                                              | 60.000   |
| Spanien (Promusicae)         | Platin                                                                 | 60.000   |
| Vereinigtes Königreich (BPI) | Platin                                                                 | 600.000  |
| Insgesamt                    | 1× Gold · 5× Platin ·                                                  | 835.000  |

### Hurricane (Part I)
| Land/Region                  | Auszeichnungen für Musikverkäufe (Land/Region, Auszeichnung, Verkäufe) | Verkäufe |
| ---------------------------- | ---------------------------------------------------------------------- | -------- |
| Australien (ARIA)            | Gold                                                                   | 35.000   |
| Italien (FIMI)               | Gold                                                                   | 15.000   |
| Neuseeland (RMNZ)            | Platin                                                                 | 30.000   |
| Spanien (Promusicae)         | Gold                                                                   | 30.000   |
| Vereinigtes Königreich (BPI) | Silber                                                                 | 200.000  |
| Insgesamt                    | 1× Silber · 3× Gold · 1× Platin ·                                      | 310.000  |

## Auszeichnungen nach Liedern

### Girl From the North Country
| Land/Region                  | Auszeichnungen für Musikverkäufe (Land/Region, Auszeichnung, Verkäufe) | Verkäufe |
| ---------------------------- | ---------------------------------------------------------------------- | -------- |
| Vereinigtes Königreich (BPI) | Silber                                                                 | 200.000  |
| Insgesamt                    | 1× Silber ·                                                            | 200.000  |

## Auszeichnungen nach Autorenbeteiligungen und Produktionen

### Knockin’ on Heaven’s Door(Guns n’ Roses)
| Land/Region                  | Auszeichnungen für Musikverkäufe (Land/Region, Auszeichnung, Verkäufe) | Verkäufe  |
| ---------------------------- | ---------------------------------------------------------------------- | --------- |
| Australien (ARIA)            | Gold                                                                   | 35.000    |
| Brasilien (PMB)              | Platin                                                                 | 60.000    |
| Dänemark (IFPI)              | Platin                                                                 | 90.000    |
| Deutschland (BVMI)           | Gold                                                                   | 250.000   |
| Italien (FIMI)               | Platin                                                                 | 30.000    |
| Neuseeland (RMNZ)            | Gold                                                                   | 5.000     |
| Niederlande (NVPI)           | Platin                                                                 | 75.000    |
| Spanien (Promusicae)         | Platin                                                                 | 60.000    |
| Vereinigtes Königreich (BPI) | Gold                                                                   | 400.000   |
| Insgesamt                    | 4× Gold · 5× Platin ·                                                  | 1.005.000 |

### Make You Feel My Love(Adele)
| Land/Region                  | Auszeichnungen für Musikverkäufe (Land/Region, Auszeichnung, Verkäufe) | Verkäufe  |
| ---------------------------- | ---------------------------------------------------------------------- | --------- |
| Belgien (BRMA)               | Gold                                                                   | 15.000    |
| Dänemark (IFPI)              | Gold                                                                   | 30.000    |
| Italien (FIMI)               | Platin                                                                 | 50.000    |
| Kanada (MC)                  | 2× Platin                                                              | 160.000   |
| Vereinigte Staaten (RIAA)    | Gold                                                                   | 500.000   |
| Vereinigtes Königreich (BPI) | 2× Platin                                                              | 1.200.000 |
| Insgesamt                    | 3× Gold · 5× Platin ·                                                  | 1.955.000 |

## Auszeichnungen nach Videoalben

### MTV Unplugged
| Land/Region                  | Auszeichnungen für Musikverkäufe (Land/Region, Auszeichnung, Verkäufe) | Verkäufe |
| ---------------------------- | ---------------------------------------------------------------------- | -------- |
| Australien (ARIA)            | 2× Platin                                                              | 30.000   |
| Neuseeland (RMNZ)            | Platin                                                                 | 5.000    |
| Vereinigte Staaten (RIAA)    | Gold                                                                   | 50.000   |
| Vereinigtes Königreich (BPI) | Gold                                                                   | 25.000   |
| Insgesamt                    | 2× Gold · 3× Platin ·                                                  | 110.000  |

### 1966 World Tour – The Home Movies
| Land/Region                  | Auszeichnungen für Musikverkäufe (Land/Region, Auszeichnung, Verkäufe) | Verkäufe |
| ---------------------------- | ---------------------------------------------------------------------- | -------- |
| Vereinigtes Königreich (BPI) | Gold                                                                   | 25.000   |
| Insgesamt                    | 1× Gold ·                                                              | 25.000   |

### No Direction Home
| Land/Region                  | Auszeichnungen für Musikverkäufe (Land/Region, Auszeichnung, Verkäufe) | Verkäufe |
| ---------------------------- | ---------------------------------------------------------------------- | -------- |
| Deutschland (BVMI)           | Gold                                                                   | 25.000   |
| Vereinigtes Königreich (BPI) | 2× Platin                                                              | 100.000  |
| Insgesamt                    | 1× Gold · 2× Platin ·                                                  | 125.000  |

### Don’t Look Back
| Land/Region                  | Auszeichnungen für Musikverkäufe (Land/Region, Auszeichnung, Verkäufe) | Verkäufe |
| ---------------------------- | ---------------------------------------------------------------------- | -------- |
| Australien (ARIA)            | Gold                                                                   | 7.500    |
| Vereinigtes Königreich (BPI) | Gold                                                                   | 25.000   |
| Insgesamt                    | 2× Gold ·                                                              | 32.500   |

### The Other Side of the Mirror – Live at the Newport
| Land/Region                  | Auszeichnungen für Musikverkäufe (Land/Region, Auszeichnung, Verkäufe) | Verkäufe |
| ---------------------------- | ---------------------------------------------------------------------- | -------- |
| Australien (ARIA)            | Platin                                                                 | 15.000   |
| Vereinigte Staaten (RIAA)    | Gold                                                                   | 50.000   |
| Vereinigtes Königreich (BPI) | Gold                                                                   | 25.000   |
| Insgesamt                    | 2× Gold · 1× Platin ·                                                  | 90.000   |

### The 30th Anniversary Concert Celebration
| Land/Region       | Auszeichnungen für Musikverkäufe (Land/Region, Auszeichnung, Verkäufe) | Verkäufe |
| ----------------- | ---------------------------------------------------------------------- | -------- |
| Australien (ARIA) | Gold                                                                   | 7.500    |
| Insgesamt         | 1× Gold ·                                                              | 7.500    |

## Statistik und Quellen
| Land/RegionAuszeichnungen für Musikverkäufe (Land/Region, Auszeichnungen, Verkäufe, Quellen) | Silber       | Gold         | Platin         | Verkäufe    | Quellen                                                    |
| -------------------------------------------------------------------------------------------- | ------------ | ------------ | -------------- | ----------- | ---------------------------------------------------------- |
| Australien (ARIA)                                                                            | —            | 8× Gold8     | 11× Platin11   | 825.000     | aria.com.au                                                |
| Belgien (BRMA)                                                                               | —            | Gold1        | —              | 15.000      | ultratop.be                                                |
| Brasilien (PMB)                                                                              | —            | —            | Platin1        | 60.000      | pro-musicabr.org.br                                        |
| Dänemark (IFPI)                                                                              | —            | 2× Gold2     | 2× Platin2     | 195.000     | ifpi.dk                                                    |
| Deutschland (BVMI)                                                                           | —            | 5× Gold5     | —              | 875.000     | musikindustrie.de                                          |
| Europa (IFPI)                                                                                | —            | —            | Platin1        | (1.000.000) | ifpi.org (Memento vom 1. Januar 2014 im Internet Archive)  |
| Finnland (IFPI)                                                                              | —            | —            | —              | 10.691      | Einzelnachweise                                            |
| Frankreich (SNEP)                                                                            | —            | 8× Gold8     | —              | 800.000     | infodisc.fr snepmusique.com                                |
| Irland (IRMA)                                                                                | —            | Gold1        | 2× Platin2     | 37.500      | irishcharts.ie                                             |
| Italien (FIMI)                                                                               | —            | 4× Gold4     | 3× Platin3     | 240.000     | fimi.it                                                    |
| Kanada (MC)                                                                                  | —            | 8× Gold8     | 13× Platin13   | 1.660.000   | musiccanada.com                                            |
| Mexiko (AMPROFON)                                                                            | —            | Gold1        | —              | 30.000      | amprofon.com.mx                                            |
| Neuseeland (RMNZ)                                                                            | —            | 5× Gold5     | 26× Platin26   | 532.500     | aotearoamusiccharts.co.nz NZ2                              |
| Niederlande (NVPI)                                                                           | —            | —            | 3× Platin3     | 275.000     | nvpi.nl                                                    |
| Norwegen (IFPI)                                                                              | —            | 2× Gold2     | Platin1        | 95.000      | ifpi.no (Memento vom 5. November 2012 im Internet Archive) |
| Österreich (IFPI)                                                                            | —            | 5× Gold5     | —              | 92.500      | ifpi.at                                                    |
| Schweden (IFPI)                                                                              | —            | 3× Gold3     | —              | 90.000      | sverigetopplistan.se                                       |
| Schweiz (IFPI)                                                                               | —            | 6× Gold6     | Platin1        | 175.000     | hitparade.ch                                               |
| Spanien (Promusicae)                                                                         | —            | 3× Gold3     | 3× Platin3     | 290.000     | elportaldemusica.es ES2                                    |
| Vereinigte Staaten (RIAA)                                                                    | —            | 24× Gold24   | 28× Platin28   | 40.100.000  | riaa.com                                                   |
| Vereinigtes Königreich (BPI)                                                                 | 18× Silber18 | 31× Gold31   | 17× Platin17   | 11.360.000  | bpi.co.uk                                                  |
| Insgesamt                                                                                    | 18× Silber18 | 117× Gold117 | 112× Platin112 |             |                                                            |